# لارس سورينسن
لارس سورينسن (بالنرويجية البوكمول: Lars Sørensen)‏ هو محرر وسياسي نرويجي، ولد في 26 نوفمبر 1905، وتوفي في 4 يونيو 1987. حزبياً، نشط في حزب المحافظين.